# Formule de Maurer
Pour les articles homonymes, voir Maurer.
 (août 2013).
 (novembre 2015).

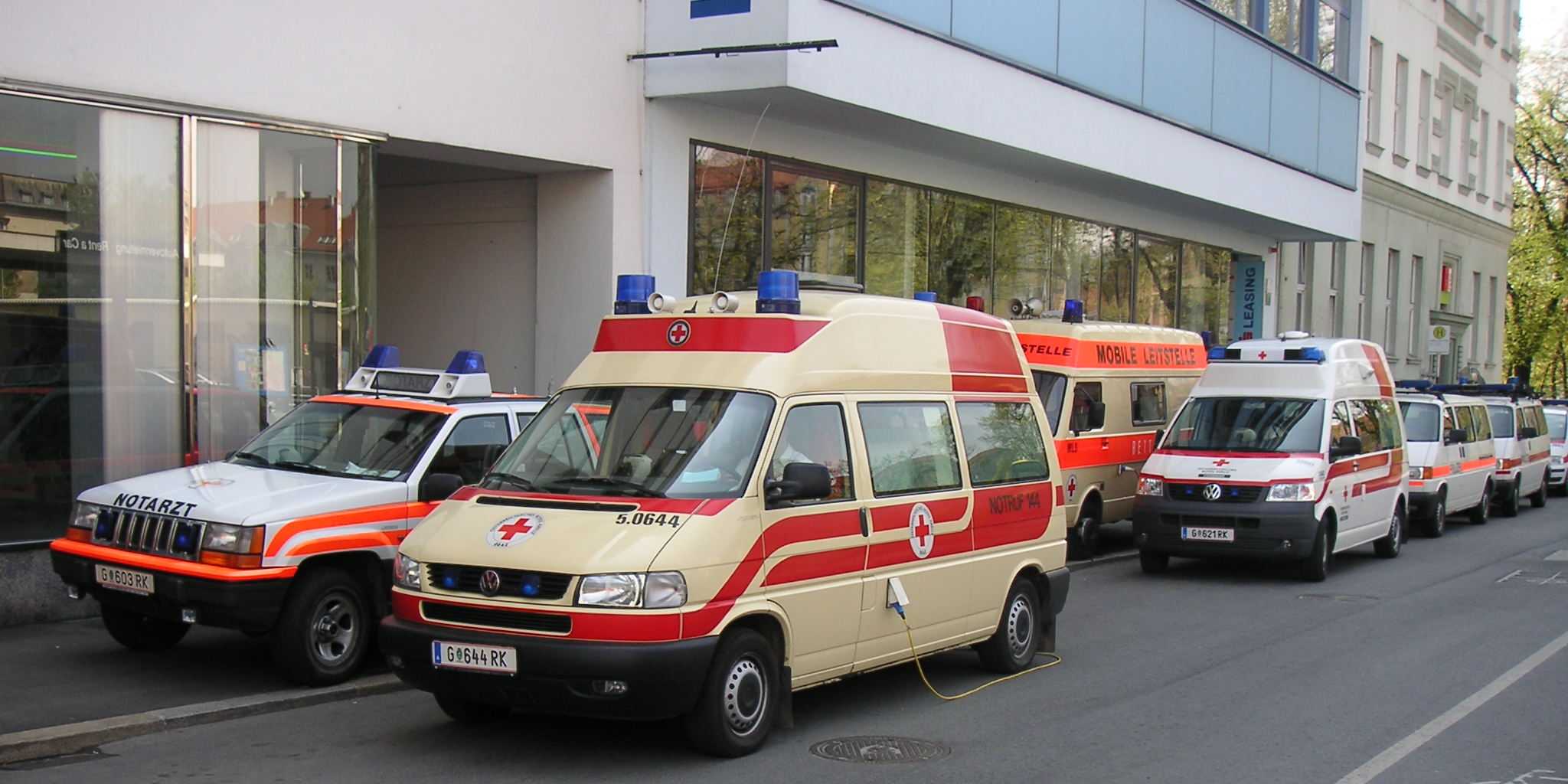
Véhicule d'intervention des médecins d'urgence, ambulance et autres véhicules d'urgence lors d'une grande manifestation (réunion des ministres européens en 2006 à Graz, Autriche)

La formule de Maurer est un procédé développé par Klaus Maurer pour analyser les risques lors de grandes manifestations. Un algorithme permet de déterminer le potentiel de danger d'une manifestation et la force d'intervention nécessaire du point de vue des services d'urgence (ambulanciers). Cet algorithme se fonde sur des valeurs empiriques qui doivent le cas échéant être adaptées à une situation donnée. Cette formule a fait ses preuves en Allemagne et en Autriche et constitue souvent un critère pour les services d'ordre quand il s'agit d'autoriser une manifestation.

## Liens
- HiOrg-Server: calcul en ligne selon la formule de Maurer, en allemand